# Tretsche
Als Tretsche (Mehrzahl Tretschen; von rätoromanisch Tretscha, Mehrzahl Tretschana) wird in Graubünden ein bis zu 20 Meter langes geflochtenes, sehr robustes Seil aus ungegerbten Tierhäuten bezeichnet. Tretschen wurden als Zugseile für die Land- und Forstwirtschaft verwendet, aber auch als Glockenseile oder Peitschen. Heute werden zu diesen Zwecken meist Hanf- oder Kunststoffseile verwendet.
Tretschen wurden von Tretschenmachern (rätoromanisch Tarscher) hergestellt.